# Округ Пасејик (Њу Џерзи)
Пасејик (енгл. Passaic County) је округ у америчкој савезној држави Њу Џерзи.

## Демографија
По попису из 2010. године број становника је 501.226, што је 12.177 (2,5%) становника више него 2000. године.
| Група             | 2000.           | 2010.           |
| Белци             | 251.687 (51,5%) | 227.144 (45,3%) |
| Афроамериканци    | 64.647 (13,2%)  | 64.295 (12,8%)  |
| Азијати           | 18.064 (3,7%)   | 25.092 (5,0%)   |
| Хиспаноамериканци | 146.492 (30,0%) | 185.677 (37,0%) |
| Укупно            | 489.049         | 501.226         |